# Cratomus
Cratomus is een geslacht van vliesvleugeligen uit de familie Pteromalidae. De wetenschappelijke naam van dit geslacht is voor het eerst geldig gepubliceerd in 1820 door Dalman.

## Soorten
Het geslacht Cratomus omvat de volgende soorten:
- Cratomus cancellatus Cockerell, 1916
- Cratomus leucophthalmus Ashmead, 1888
- Cratomus megacephalus (Fabricius, 1793)